# Арабелла Стюарт
Арабелла Стюарт (англ. Arbella Stuart; 1575 — 25 вересня 1615) — англійська аристократка, принцеса крові, висувалася як претендентка на трон королівства Англії.

## Життєпис
Походила з молодшої гілки Дарнлі династії Стюартів. За жіночою лінією була прапраонучкою англійського короля Генріха VII. Водночас була пов'язанна родинними зв'язками з шотландським кланом Дугласів. Єдина дитина Чарльза Стюарта, 1-го графа Леннокса, та Єлизавети Кавендіш. Народилася 1575 року в Ноттінгемширі або Гакні. 1576 року втратила батька, тому її виховувала мати до своєї смерті у 1582 році. Опинилася під опікою бабусі Єлизавети Кавендіш. Більшу частину свого дитинства вона жила в Хардвікхолі в Дербіширі. 1588 року розглядалася ідея її шлюбу з родичем — Людовиком Стюартом, 2-м герцогом Ленноксом, проте без успіху.
Деякий час впливові сановники Вільям і Роберт Сесіли розглядали Арабеллу як кандидата в спадкоємиці королеви Єлизавети I. Але з 1593 року вони вирішили підтримати Якова VI Стюарта, короля Шотландії й стриєчного брата Арабелли. Іноді її запрошували до двору Єлизавети, але більшу частину свого часу вона проводила подалі, живучи з бабусею. Продовжуючи свою освіту у віці двадцяти, вона вивчила кілька мов і вміла грати на лютні, віолі та вірджинелі.
1603 року після смерті Єлизавети I частина знаті та сановників вирішили посадити на трон Арабеллу замість Якова VI. Для цього було влаштовано «Головну змову» і «Змову до побачення», які було викрито, чому в значній мірі сприяла сама Арабелла. Вона відкинула пропозіцю надати письмову згоду на отримання трону та повідомила про змовників короля. Натомість 1604 року отримала визнання статусу принцеси крові та належність до правлячої династії Стюартів. Того ж року було відхилено пропозицію Сигізмунда III Вази, короля Речі Посполитої, щодо шлюбу з Арабеллою.
Значний час проводила при дворі або поруч з королевою Анною Данською. 22 червня 1610 року в Гринвіцькому палаці таємно вийшла заміж за Вільяма Сеймура, лорда Бошам. За це її за наказом короля поселено в будинку сера Томаса Перрі в Ламбеті. Втім 1611 року разом з чоловіком запланувала втекти з Англії. Втім перед самим Кале (Франція) її корабель було схоплено англійським фрегатом. За цим Арабеллу було відправлено до Тауера.
1615 року, відмовляючись їсти, вона захворіла і невдовзі померла. Її поховали у Вестмінстерському абатстві. У XIX ст. під час пошуку гробниці Якова I, свинцева труна Арабелли була знайдена в похованні Марії Стюарт.

## Зовнішність
Згідно опису венеційського посла Нікколо Моліно у 1607 році, вона дуже не дуже вродливою, але добре володіла кількома мовами, з витонченими манерами і завжди вчилася.